# 마산고속버스터미널
마산고속버스터미널은 대한민국 경상남도 창원시 마산회원구 합포로 290(양덕2동 154-1)에 있는 고속버스터미널이다.
1975년에 건립되어 동양고속에서 운영하고 있으며 세종시, 용인 노선을 제외한 모든 노선들이 내서읍 중리에 설치된 중간 승·하차장인 내서고속버스터미널을 경유하는 것이 특징이고 내서고속버스터미널도 동양고속이 위탁 운영하고 있다. 고속버스 전산망상의 터미널 번호는 705이다. 
2010년 7월 옛 마산시가 창원시, 진해시와 통합하여 통합 창원시로 출범하면서 창원종합버스터미널, 진해시외버스터미널과 함께 창원시 권역에 있는 터미널에 속하고 있다.  

## 운행 노선
- 대전행 노선이 2018년 5월 16일부터 운행 중지되었다.[4]

| 운행 노선       | 운행업체          | 운행구간 | 운행구간 | 운행구간 | 경유지             | 배차 간격 (분) | 시간표                                                        |
| --------------- | ----------------- | -------- | -------- | -------- | ------------------ | -------------- | ------------------------------------------------------------- |
| 마산 ↔ 서울경부 | 동양고속 중앙고속 | 마산     | ↔        | 서울경부 | 내서, 선산휴게소   | 20~40          | 첫차:05:30(마산 기준) 막차:01:00(마산 기준)                   |
| 마산 ↔ 동서울   | 동양고속          | 마산     | ↔        | 동서울   | 내서, 선산휴게소   | 90             | 첫차:06:40(마산 기준) 막차:22:20(마산 기준)                   |
| 마산 ↔ 성남     | 동양고속 중앙고속 | 마산     | ↔        | 성남     | 내서, 선산휴게소   | 8회 9회        | 07:00, 08:45, 10:35, 12:40, 14:35, 16:35, 18:30, 20:00, 22:05 |
| 마산 ↔ 용인     | 동양고속 중앙고속 | 마산     | ↔        | 용인     | 선산휴게소, 신갈   | 5회            | 07:30, 10:30, 13:30, 16:30, 19:30                             |
| 마산 ↔ 세종     | 한일고속          | 마산     | ↔        | 세종     | 무정차             | 3회            | 08:30, 13:10, 17:50                                           |
| 마산 ↔ 광주     | 금호고속          | 마산     | ↔        | 광주     | 내서, 섬진강휴게소 | 60             | 첫차:07:05(마산 기준) 막차:22:25(마산 기준)                   |
| 마산 ↔ 대구     | 동양고속 천일고속 | 마산     | ↔        | 동대구   | 내서, 서대구       | 40             | 첫차:06:30(마산 기준) 막차:22:30(마산 기준)                   |

## 같이 보기
- 마산시외버스터미널
- 내서고속버스터미널
- 창원종합버스터미널

## 사진

마산고속버스터미널 (야간)
매표소
승차장